# Хэдли, Рэй
Рэй Хэдли (англ. Ray Hadley; 6 октября 1943 года, Сиэтл, Вашингтон, США — 15 февраля 1961 года, Брюссель, Бельгия) — американский фигурист, выступавший в парном катании и танцах на льду с родной сестрой Илой Рэй Хэдли. Он вице-чемпион США в 1961 году и чемпион первенства США среди юниоров в 1957 году в парном катании. Также двукратный вице-чемпион первенства США среди юниоров в 1960 и 1961 годах в танцах.

## Биография
Рэй Хэдли родился 6 октября 1943 года в Сиэтле. Его родители увлекались фигурным катанием и катанием на роликах и именно там они и познакомились. Также катанием на коньках увлекалась и его родная сестра Ила, с которой они впоследствии составят пару.
Когда Рэю было 9 лет, родители расстались и отец вскоре женился на Линде Харт, которая стала тренировать его детей. Вначале она занималась с ними как с одиночниками, затем поставила их в пару. Вскоре к тренировкам присоединился отец, он стал им ставить программы в новом виде фигурного катания — танцах на льду (по современному стал хореографом).
После победы в первенстве США среди юниоров в 1957 году пара поставила целью попасть на домашние Олимпийские игры в 1960 году. Спортсмены и тренеры решили уделить больше внимания парному катанию, так как танцы на тот момент ещё не входили в Олимпийские игры. Не удалось найти подтверждение участию в соревнования в чемпионате США в 1958 году, однако доподлино известно, что 1959 году пара оказалась на четвёртом месте и были основными кандидатами в сборную. А на следующий год они были в составе сборной США на игры в Скво-Велли. В этом же году через неделю состоялся дебют на чемпионате мира в Ванкувере. Также пара достигла больших результатов и в танцах на льду среди юниоров.
На следующий сезон пара Рэя с сестрой подтвердили своё мастерство и в парах, и в танцах.

## Гибель
В конце февраля в Праге должен был состояться чемпионат мира по фигурному катанию. Рэй Хэдли в составе сборной на самолёте добиралась в Чехословакию, и при промежуточной посадке в Брюсселе произошла катастрофа лайнера. Все пассажиры и экипаж погибли. Вместе с Рэем погибли её мачеха-тренер Линда Харт, старшая сестра и партнёрша Ила Рэй Хэдли.
Самое удивительное, что семья испытывала огромные финансовые трудности и они планировали отказаться от старта в Европе. Их уже готовились заменить брат и сестра Браунинг. Однако нашлись спонсоры и фигуристы с тренером полетели в Чехословакию. Через 5-7 дней к ним должен был присоединиться и отец.

## Спортивные достижения

### Парное катание
| Соревнования/Сезон                           | 1956—1957 | 1958—1959 | 1959—1960 | 1960—1961 |
| -------------------------------------------- | --------- | --------- | --------- | --------- |
| Зимние Олимпиады                             |           |           | 11        |           |
| Чемпионаты мира                              |           |           | 12        |           |
| Чемпионаты Северной Америки                  |           |           |           | 4         |
| Чемпионаты США                               |           | 4         | 3         | 2         |
| Первенство США по фигурному катанию (юниоры) | 1         |           |           |           |

### Танцы на льду
| Соревнования/Сезон                           | 1959—1960 | 1960—1961 |
| -------------------------------------------- | --------- | --------- |
| Первенство США по фигурному катанию (юниоры) | 2         | 2         |

## Семья
Родители Рэя Хэдли, отец Рэй Хэдли и мать Бетт Хэдли, бывшие фигуристы. Отец впоследствии стал тренером и хореографом. С сестрой Илай Рэй Хэдли Рэй выступал в паре. Новая супруга отца Линда Харт стала тренером пары. Харт и Хэдли-старший в 1960 году в Сиэтле создали школу фигурного катания.

## Память
28 января 2011 года Рэй Хэдли был введен в Зал Славы фигурного катания США.